# Curemonte
Curemonte är en kommun i departementet Corrèze i regionen Nouvelle-Aquitaine i de centrala delarna av Frankrike. Kommunen ligger  i kantonen Meyssac som tillhör arrondissementet Brive-la-Gaillarde. År 2022 hade Curemonte 215 invånare.

## Befolkningsutveckling
Antalet invånare i kommunen Curemonte
Referens:INSEE